# Judas (2001)
Judas (Originaltitel: Gli amici di Gesù – Giudà) ist eine Bibelverfilmung aus dem Jahr 2001, die die Lebensgeschichte und das tragische Ende des Apostels Judas Iskariot erzählt, der nach der neutestamentlichen Überlieferung Jesus von Nazaret durch einen Kuss verraten hat.
Vom Verfechter der Lehre Jesu zu dem Mann, der noch unter dem Kreuz hofft, dass Jesus ein Wunder vollbringen und sich retten werde – so stellt der Film Judas Iskariot dar.

## Handlung
Judas, der Sohn eines wohlhabenden Kaufmanns, schließt sich Jesus aus der Überzeugung an, er könne Judäa vom Joch der Römer befreien. Doch der neue Messias predigt Liebe und Vergebung – Judas jedoch sehnt sich nach dem Schwert. Er unterhält Kontakte zu den Zeloten und ihrem Anführer Barabbas. Diese wollen losschlagen, sofern Jesus nicht bald etwas unternimmt.
Judas hat einen Plan. Er will Jesus provozieren, etwas gegen Rom zu unternehmen. Judas unterstützt die beiden Widerstandskämpfer Disma und Jesta, die im Untergrund tätig sind und ein Attentat auf Pontius Pilatus planen. Mithilfe von 30 Silberlingen, die Judas der Schwester Dismas, Sarah, übergibt, gelingt es ihnen, in den Palast des Statthalters einzudringen. Doch sie werden ertappt und zum Tode verurteilt. Pilatus lässt aus Zorn über diesen Anschlag viele angesehene Juden als Geiseln festsetzen, darunter auch Judas’ Eltern.
Als Judas nicht mehr weiter weiß, geht er zu Kaiphas, dem Hohenpriester, und lässt sich unter Druck dazu überreden, den Aufenthaltsort seines Meisters gegen Erstattung der 30 Silberlinge zu verraten.
Die Gefangennahme und Verurteilung Jesu wird – in Verkehrung der biblischen Berichte – als vorbereitetes Komplott zwischen dem römischen Statthalter Pontius Pilatus und dem Hohenpriester dargestellt, nicht als Initiative der jüdischen Führungsschicht, der Pilatus nur zögernd und unter Druck nachgab. Die von Pilatus festgesetzten jüdischen Geiseln kommen erst frei, als das Volk für die Freilassung des Barabbas demonstriert und damit das Todesurteil gegen Jesus besiegelt.
Am nächsten Tag wird Jesus vor den Mauern Jerusalems zusammen mit Disma und Jesta, den beiden Schächern aus den Evangelien, gekreuzigt. Judas hofft bis zuletzt auf ein Eingreifen Gottes und stellt sich vor, Jesus werde vom Kreuz heruntersteigen und seine Peiniger vernichten. Als nichts davon geschieht und die drei Verurteilten sterben, sieht er keinen Ausweg mehr und erhängt sich.

## Hintergrund
Über den Verräter einen Film zu drehen, ist insofern schwierig, da bis heute die wahren Beweggründe für Judas' Verrat unbekannt geblieben sind. War es Habsucht, oder wie im Film dargestellt, die unerfüllte Hoffnung auf den Aufstand? Dennoch ist es den Autoren gelungen, eine glaubwürdige Theorie zu inszenieren.
Die Ausstattung ist eher mittelmäßig, da die Kulissen und Sets in Marokko größer ausfallen könnten.
Jesus wird, wie bereits in Maria Magdalena, von Danny Quinn dargestellt. In den weiteren wichtigen Rollen sind hauptsächlich deutsche Schauspieler wie Manfred Zapatka, Hannes Jaenicke und Mathieu Carrière zu sehen.
Die Hauptrolle – Judas – verkörperte der Italiener Enrico Lo Verso, der 1996 Josua in „Die Bibel – Moses“ darstellen durfte.

## Einige Synchronsprecher
- Judas Iskariot: Bernd Vollbrecht
- Jesus: Peter Reinhardt
- Sarah: Aglaia Szyszkowitz
- Pontius Pilatus: Mathieu Carrière
- Simon Petrus: Martin Seifert
- Simon der Zelot: Jan Spitzer
- Johannes: Gerrit Schmidt-Foß
- Venturius: Manfred Zapatka
- Longinus: Mathias Herrmann
- Joseph von Arimathäa: Hannes Jaenicke
- Kaiphas: Gerhard Paul

## Kritik
„Die Handlung erzählt die bekannten Stationen der letzten Tage im Leben Jesu, nur eben aus der Sicht des Verräters – und bemüht sich dabei die ganze Zeit, Erklärungen und Entschuldigungen für Judas' Verhalten zu finden. Das gelingt jedoch kaum, da zu wenige Informationen über das Leben unter römischer Besatzung eingebaut wurden. […] So wirkt das Ergebnis ein wenig wie ein altmodischer Abenteuerfilm mit Palastintrigen und listigen Römern – inklusive des etwas steifen und getragenen Grundtones, wie man ihn aus alten Bibelfilmen kennt. (Wertung: 2 Sterne von möglichen 5, entspricht ‚hat Schwächen‘)“